# 佐々木理恵 (アイドル)
佐々木 理恵（ささき りえ、1991年5月27日 - ）は、日本のアイドル、タレント。北海道帯広市出身、上川郡清水町育ち。アイドルグループPremonyの元メンバー。愛称は、りえちゃん。AneMoneプロモーション所属。札幌市在住。

## 来歴
2014年5月　芸能事務所シンフォニアに所属し、芸能活動をスタートする。
2014年11月 サンスポアイドルリポーター SIR 4期生オーディションでチームレッドの候補生として活動開始（2015年1月まで）。
2015年1月26日 サンスポアイドルリポーター SIR 4期生オーディションで準グランプリを獲得。担当カラー「ピュアホワイト」として正式加入。
2017年2月27日 サンスポアイドルリポーター SIRを卒業。
2017年4月16日　アイドルグループPremony（プレモニー）の結成メンバーとしてライブデビュー。
2020年11月　カナダ・バンクーバーに語学留学。
2024年9月　プロアウフギーサーとしてデビュー。
北海道を中心に、東京と行き来しながら活動する。

## 人物
- SIR時代のキャッチコピーは「毎日ハッピー！北の大地のピュアホワイト！[6]
- 趣味はピアノ、フットサル、ダーツ、暗記[7]。
- お化粧品とポテトチップスが好き[8]。

## 出演
- 佐々木理恵のBLACK BOX（エフエム北海道）
- LION Ban presents YOSAKOI 応援キャラBan（エフエム北海道）
- ささきとみのわともう一軒（エフエム北海道）
- 佐々木理恵のサウナ作っちゃいませんか？（北海道文化放送）[9]